# Красивая Кейт
«Красивая Кейт» — австралийский художественный фильм 2009 года, семейная драма актрисы и режиссёра Рэйчел Уорд. Первый полнометражный фильм Уорд, снятый ею по собственному сценарию на основе одноимённого романа Ньютона Торнберга.

## Сюжет
Сорокалетний писатель Нэд Кендэлл приезжает со своей молодой подругой Тони в глухой сельский уголок, в дом своего отца Брюса, которого он не видел двадцать лет. Его отец тяжело болен и, по-видимому, доживает последние дни. С ним живёт Салли, незамужняя младшая сестра Нэда. Со временем Тони узнаёт, что у Нэда был старший брат Клиффорд и сестра-близнец Кейт, причём Кейт по вине Клиффорда погибла в автомобильной аварии, а сам Клиффорд покончил с собой. Именно после этого Нэд уехал из дома, а его отношения с отцом разладились.
После приезда Нэда его отношения с Брюсом остаются напряжёнными. Нэда мучают воспоминания о прошлом, и прежде всего о Кейт; история взаимоотношений, когда они были подростками, развивается параллельно современному сюжету. Нэд начинает писать о пережитых в юности событиях, не рассказывая никому, о чём он пишет.
После смерти жены Брюс жил один с четырьмя детьми, взяв на себя обязательства по домашнему хозяйству, воспитанию и обучению детей, а также пытался активно участвовать в политике н.п. Валумбай. При этом воспитание детей носило авторитарный характер: Брюс приказывал, наказывал, запрещал и требовал, но не проявлял любви к своим детям. Старшего сына Клиффорда он часто унижал за слабость, сравнивал с другими детьми. Нэд и Кейт были самыми близкими друзьями. Однажды летней ночью на берегу пруда между ними по инициативе Кейт произошёл инцест, который Нэд тяжело переживал, однако Кейт считала, что это в порядке вещей.
Салли уезжает на несколько дней, а после ссоры с Тони, вызванной тем, что Тони прочитала его записки, Нэд остаётся с отцом наедине. Он обвиняет отца в том, что тот виновен в смерти Клиффорда, однако позже просит прощения. Из воспоминаний Нэда о событиях последнего лета, проведённого дома, становится ясным, что Кейт считала их отношения нормальными и хотела продолжать их, однако Нэд был против. На рождественской вечеринке Кейт попросила Нэда увезти её, но Нэд ушёл вместе с другой девушкой, которая ему нравилась. Именно после этого, ночью, Нэд обнаружил по дороге домой разбитую машину Клиффорда с мёртвой Кейт, а самого Клиффорда повесившимся в сарае.
Салли возвращается домой. Внезапно Нэд узнаёт, что она знала о том, что произошло между ним и Кейт у пруда, так как той ночью ловила в пруду раков на ужин. Салли также предполагает, что после вечеринки Клиффорд должен был отвезти домой Кейт, между ними по инициативе последней могло произойти то же самое, что ранее у Кейт с Нэдом, и именно это не смог пережить Клиффорд. Салли, которая все эти годы хранила молчание, просит Нэда не рассказывать отцу ничего про Кейт, которая всегда была его любимицей.
Ночью Нэд просит прощения у отца, они примиряются. Той же ночью Брюс умирает. После похорон Нэд уезжает разыскивать Тони, говоря на прощание Салли, что именно она, а не Кейт, была «главным достижением» Брюса Кэндалла и жаль, что тот умер, не поняв этого.

## В ролях
- Бен Мендельсон — Нэд Кендэлл
- Брайан Браун — Брюс Кендэлл
- Рэйчел Гриффитс — Салли Кендэлл
- Софи Лоу — Кейт Кендэлл
- Мэйв Дэрмоди — Тони
- Джош Макферлейн — Клиффорд Кендэлл
- Скотт О’Доннелл — Нэд в юности

## Награды
- AACTA — лучшая женская роль второго плана (Рэйчел Гриффитс)
- Кинокритики Австралии — кинематографист года (Эндрю Коммис)
- Кинокритики Австралии — «Золотой треножник» (Эндрю Коммис)
- FCCA Awards — лучшая мужская роль второго плана (Брайан Браун)
- FCCA Awards — лучшая женская роль второго плана (Рэйчел Гриффитс)
- Inside Film Awards — лучший оператор (Эндрю Коммис)

## Прокат и отзывы
В Австралии фильм был выпущен в 29 кинотеатрах и заработал в прокате 1 065 656 долларов.
На Rotten Tomatoes фильм имеет рейтинг 83 % на основе 30 рецензий со средней оценкой 6,8 по 10-балльной системе.